# Phrynetoides
Phrynetoides – rodzaj chrząszczy z rodziny kózkowatych i podrodziny zgrzypikowych.

## Zasięg występowania
Przedstawiciele tego rodzaju występują w Afryce Subsaharyjskiej od Wybrzeża Kości Słoniowej i Demokratycznej Republiki Konga na zach. po Kenię i Tanzanię na wsch..

## Systematyka
Do Phrynetoides należą 2 gatunki:
- Phrynetoides minor
- Phrynetoides regius